# Pan de calabaza
El pan de calabaza (pumpkin bread) es un tipo de quick bread ('pan rápido') estadounidense cuyo ingrediente principal es la calabaza, también llamada zapallo, ayote o ahuyama. Además, contiene harina de trigo, huevos, agua y polvo de hornear, y se aromatiza con diversas especias, típicamente canela, nuez moscada, jengibre y extracto de vainilla. Es un postre típico del otoño norteamericano, especialmente de Halloween.
Al igual que el pan de banana, el pan de calabaza pertenece a la familia de los quick breads tan típicos de los Estados Unidos, que son unos panes ricos en grasas que se cocinan rápidamente. La calabaza puede cocerse y ablandarse antes de usarse o simplemente cocerse con el pan (usar preparados de calabaza enlatados hace a la receta aún más fácil). Es frecuente añadirles frutos secos o pasas.
El pan de calabaza suele hornearse con forma rectangular, y a menudo se cocina a finales de otoño, cuando se dispone de calabaza fresca. También puede hacerse con calabaza enlatada, lo que da un sabor más fuerte.